# Exogone aquadulcensis
Exogone aquadulcensis är en ringmaskart som beskrevs av Pascual, Núñez och San Martín 1996. Exogone aquadulcensis ingår i släktet Exogone och familjen Syllidae. Inga underarter finns listade i Catalogue of Life.